# Baghdad Central
Baghdad Central est une mini-série britannique en six épisodes créée par Stephen Butchard, adaptée d’un roman d’Elliott Colla (en), diffusée sur la chaine britannique Channel 4 en 2020, puis sur la chaîne franco-allemande Arte à partir du 8 avril 2021, et la chaîne suisse RTS1 à partir du 4 août 2021.

## Synopsis
En 2003, après la chute de Saddam Hussein lors de la guerre d'Irak, le pays est occupé par les forces de la coalition américano-britannique. Au centre de Bagdad une zone verte est réservée aux membres de l'autorité de la coalition et au personnel travaillant pour celle-ci. 
Muhsin Kadr al-Khafaji est un ancien policier. Veuf, il est père de deux filles. La plus jeune, Mrouj, a une maladie des reins et vit avec lui. L'ainée, Sawsan, est étudiante et est hébergée par sa tante maternelle et son mari. 
Sawsan disparait subitement. La famille la recherche vainement. Son père découvre dans sa chambre un badge d'accès à la zone verte. Il apprend qu'elle rencontrait souvent une professeure, Zubeida Rashid.
Muhsin est accusé d'être un terroriste, emprisonné et torturé. Il finit par être innocenté et compte-tenu de ses états de service antérieurs on lui propose de travailler pour l'autorité. Pour le convaincre, malgré sa réticence à collaborer avec les forces d'occupation, on lui offre la possibilité de faire soigner sa fille Mrouj dans l'hôpital de la zone verte. Il accepte de redevenir policier, sous les ordres d'un ancien officier de Scotland Yard, Frank Temple.
Les relations entre Frank Temple et John Parodi capitaine de police militaire américain sont tendues lors de l’enquête menée par Muhsin sur le meurtre d'un irakien qui permet de découvrir aussi celui d'un citoyen américain.
Muhsin continue de rechercher Sawsan et il comprend qu'elle fait partie d'un groupe de résistants à l'occupation avec deux autres filles. Il découvre que Temple est venu en Irak pour s'enrichir grâce à la prostitution et à l'esclavage. Il rencontre Zubeida Rashid qui habite une luxueuse villa mais elle reste mystérieuse.

## Fiche technique
- Titre : Baghdad Central
- Titre original : Baghdad Central
- Création : Stephen Butchard
- Scénario : Stephen Butchard d'après le roman de d’Elliott Colla (en)
- Réalisation : Alice Troughton
- Production : Euston Films
- Producteur : Jonathan Curling
- Image : Christophe Nuyens
- Musique : H. Scott Salinas
- Son : Steve Browell
- Costumes : Sarah Arthur
- Décors : Helen Scott
- Montage : Philip Kloss
- Pays d'origine :  Royaume-Uni
- Langue : Anglais et Arabe
- Durée : 6 épisodes de 47 minutes

## Distribution
- Waleed Zuaiter[5] : Muhsin Kadr al-Khafaji
- Bertie Carvel : Frank Temple
- Clara Khoury (VF : Laurence Dourlens) : Professeur Zubeida Rashid
- Leem Lubany (en) : Sawsan
- July Namir : Mrouj
- Corey Stoll (VF : Damien Boisseau) : John Parodi
- Neil Maskell (VF : Guillaume Bourboulon) : Douglas Evans
- Tawfeek Barhom (VF : Yoann Sover) : Amjad
- Youssef Kerkour (en) : Karl
- Charlotte Spencer (en) (VF : Isabelle Volpé) : Megan Ford
- Thaer Al-Shayei : Omar

 Source et légende : version française (VF) sur RS Doublage